# Велика Бугаїха
Вели́ка Бугаї́ха — гора неподалік села Голенищеве Чемеровецького району, Хмельницької області, частина гірського кряжу Товтри. Є найвищою точкою Хмельницької області. В період з 1921 до 1939 років гора була найвищою точкою УРСР. Велика Бугаїха розташована в ландшафтному заказнику Велика і Мала Бугаїха, площею 66 га. Створеного в 1986 році, в межах національного природного парку Подільські Товтри.

## Назва
За переказами у густих заростях очерету, рогози водилися бугаї — невеликі птахи. Весняний крик цього птаха, що нагадує ревіння бугая, чути за 2 км. Тому більшу гору назвали Велика Бугаїха, а меншу Мала Бугаїха.

## Рослинність
Кам'янисті скелі гори вкриті лісом. Тут ростуть граб, дуб, ясен, липа. Це одне з небагатьох місць в Україні, де зустрічаються суцільні зарості скополії карніолійської та цибулі ведмежої — рослин, занесених до Червоної книги України.
На західному схилі крутизною 15-20° росте рідкісне лісове угрупування грабового лісу плющового (Carpineto hederosum), яке занесене до Зеленої книги України. В його травостої домінує покриття (20-25 %) середньоєвропейсько-середземноморський вид — плющ звичайний (Hedera helix L).
Флористичний склад травостою в основному неморальний. Вершина товтри і верхня частина східного схилу зайнята асоціацією ясенево-грабового лісу плющово-копитнякового, склад якого переважно неморальний, типовий як для товтр, так і для грабових лісів Поділля в цілому. Тут росте і ряд рідкісних субсередземноморських світлолюбних видів — гордовина (Vibirnum lantana L.), шоломниця висока (Scutellaria altissima L.).
Особливу цінність складають лісові угрупування нижньої частини східного схилу, де вузькою смужкою тягнуться темно-сірі опідзолені ґрунти достатньої зволоженості. Тут росте асоціація дубово-грабового лісу.
У проведеній науково-дослідній експедиції (С. І. Ковальчук, Л. Г. Любінська, 1989-1990) на території заказника було виявлено зростання на товтрі Велика Бугаїха значної кількості популяції арума Бессера (Arum besseranum Schott). Одночасно була виявлена синузія ранньовесняних ефемероїдів — підсніжник звичайний (Galanthus nivalis L.), проліска дволиста (Scilla bifolia L.), ряст порожнистий (Corydalis cava (L.) Schweigg. et Koerte), конвалія травнева (Convallaria majalis L.), лілія лісова (Lilium martagon L.).
Товтри Бугаїхи мають велику цінність не лише у флористичному відношенні, а й в геоморфологічному. Це останні з давніх рифових будов неогенового віку. Безпосередні виходи на поверхню дозволяють прослідкувати еволюцію рифових утворень від силуру до неогенового часу. Вапняки цих товтр якісно відмінні від вапняків поруч розміщених товтр у Лисогірці та Закупному.